# Botswana aux Jeux paralympiques
Le Botswana participe aux Jeux paralympiques depuis les Jeux d'été de 2004 à Athènes. Le pays n'a cependant pas pris part en 2012 mais n'y envoyant toutefois qu'un seul athlète en athlétisme, et n'ont jamais participé aux Jeux d'hiver.
La première athlète Tshotlego Morama pour les jeux de 2004 devient championne paralympique en 400m T46 avec un record mondial. L'olympiade suivante, cette dernière, bien que qualifiée, s'est retirée avant le début des Jeux en raison d'une blessure peu de temps avant. Ainsi, sans remplaçant, le Botswana n'a pas vraiment participé aux jeux de Pékin.
Il faut attendre les jeux de Rio 2016 pour revoir une délégation avec Keatlaretse Mabote qui ne réussit toutefois pas à se qualifier pour la finale du 400 m T12.

## Médaillés paralympiques
Ceci est la liste des médaillés paralympiques pour le Botswana.
| Nom              | Catégorie                     | Jeux         | Discipline | Épreuve             | Résultat |
| ---------------- | ----------------------------- | ------------ | ---------- | ------------------- | -------- |
| Tshotlego Morama | T46 (amputé avant-bras droit) | Athènes 2004 | Athlétisme | 400 m femmes T42-46 | 55 s 99  |